# Csíkos boglárka

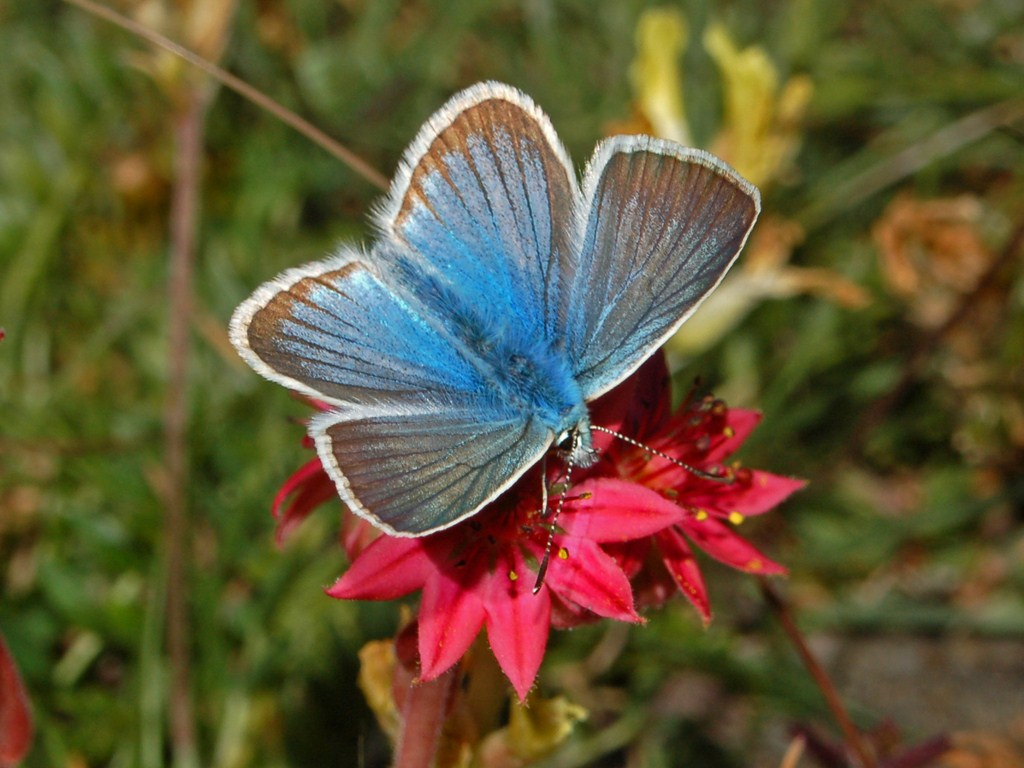
Hím példány

A csíkos boglárka (Polyommatus damon) a lepkék (Lepidoptera) rendjében, ezen belül a boglárkalepkefélék (Lycaenidae) családjának egyik faja.

## Származása, elterjedése
Típuslelőhelye Bécs környéke. Nyugat felé az Alpokon át Franciaországig terjedt el, délkeletnek a Balkán-félsziget északi részéig, keletnek az Altáj hegységig (Mongóliáig) úgy, hogy Dél-Szibéria hegyvidékein és a Kaukázusban ez az egyik leggyakoribb lepkefaj. Az Ibériai-félszigeten haloványabb színű testvérfaja, az Agrodiaetus noguerae (Polyommatus noguerae) váltja fel. Kis-Ázsiában sok, hozzá hasonló faj él; ezek közül talán az Agrodiaetus wagneri (Polyommatus wagneri) áll hozzá a legközelebb.
Az utóbbi 25 évben szerte Európában megfogyatkozott: Lengyelországból kipusztult; Albániában, Csehországban, Dániában és Szlovákiában veszélyeztetett, Bosznia-Hercegovinában, Franciaországban, Horvátországban sérülékeny, Finnországban, Görögországban, Litvániában, Romániában és Oroszországban ritka.
Magyarországon a 19. században még gyakori faj volt, de az 1960-as évekre csak néhány állománya maradt a Dunazug-hegységben és a Budai-hegyvidéken. A 70-es évek elejére Magyarországon már csak csak egyetlen, bizonyított populációja volt a Normafánál. Az akkor még legalább 500 egyedből az 1990-es évek végére csak pár tucat maradt. Elképzelhető, de nem bizonyított, hogy van egy másik, ugyancsak kicsiny populációja a Cserhátban.
Az IUCN vörös listáján nem szerepel, viszont a Magyarországon kiadott Vörös Könyvben igen. 1982 óta védett, 2001 óta fokozottan védett, mint „közvetlenül veszélyeztetett (a kipusztulás közvetlen veszélyébe került)” faj.

## Megjelenése, felépítése
Szárnyának fesztávolsága 30–34 mm; az első szárny felső szegélyének hossza 15–17 mm.

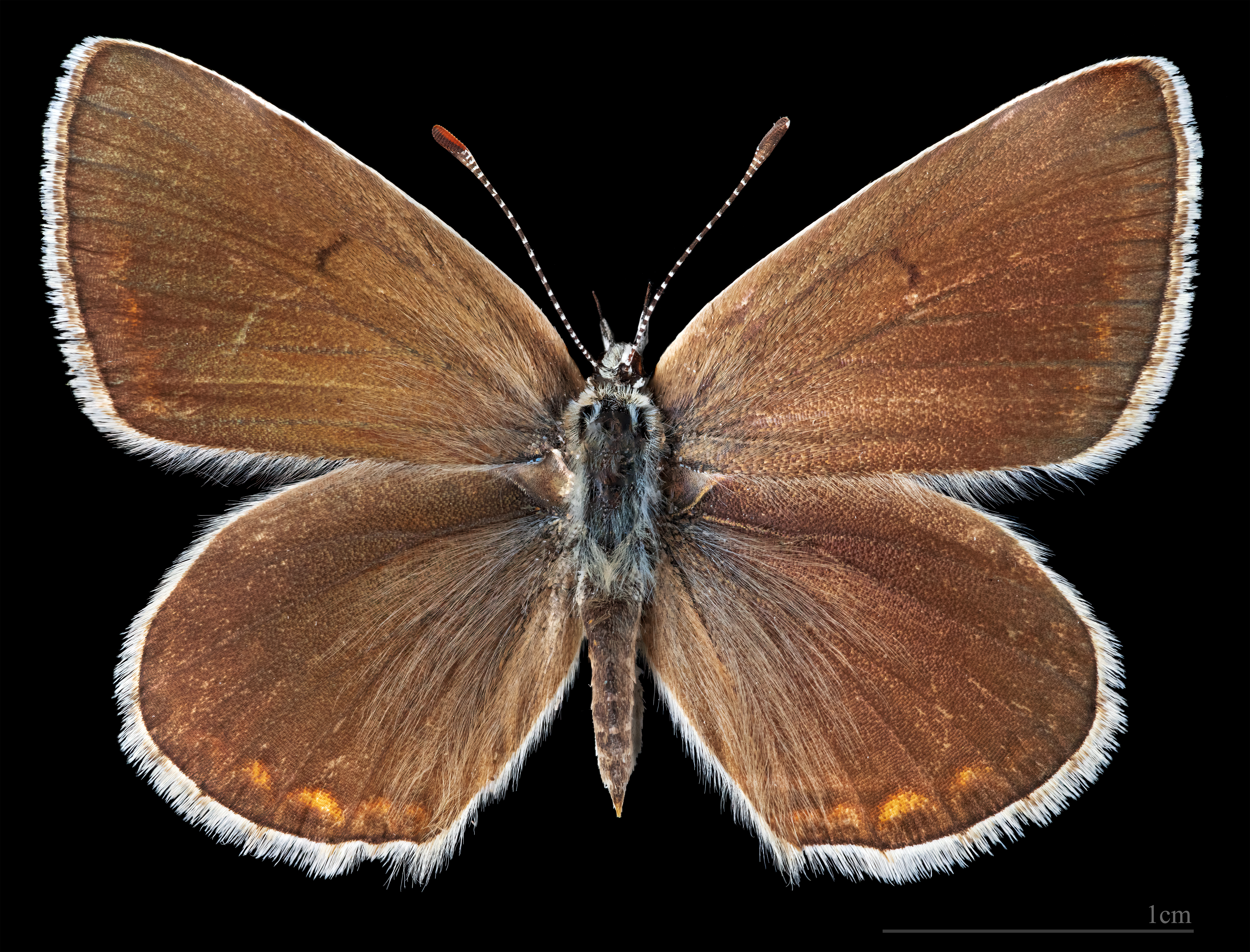
Polyommatus d. damone  ♀
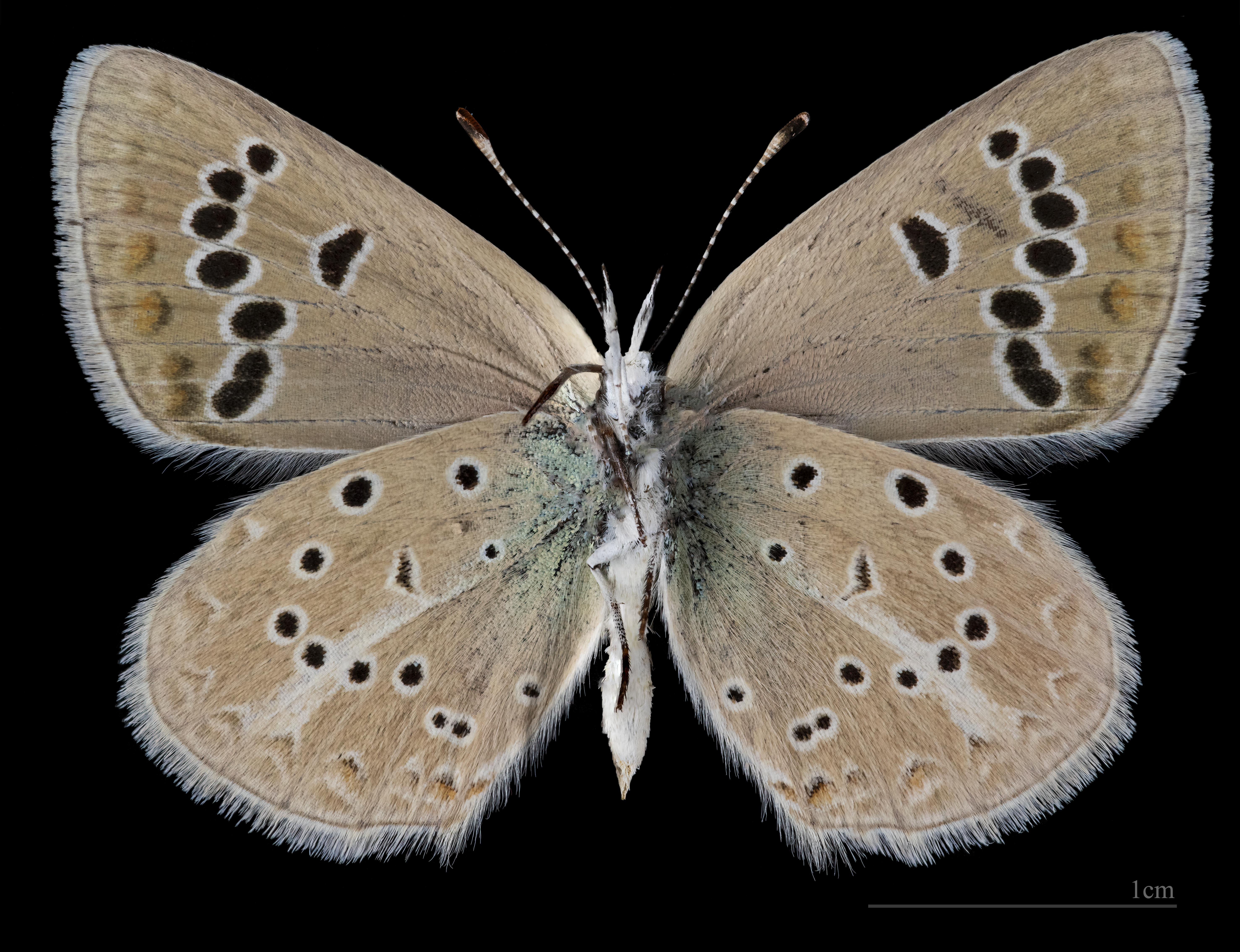
Polyommatus d. damone  ♀ △

A hím szárnyának alapszíne ragyogó ultramarinkék, fekete erezettel és széles, fekete szegéllyel. A hátsó szárny fonákja alapján különíthető el a rokon fajoktól, mivel annak barna alapszínén hosszában egy fehér sáv fut végig, viszont nincs rajta narancssárga folt. Az első szárny fonákja szürke. A nőstény szárnya fölül egyszínű barna, alul kávészínű; rajzolata a híméhez hasonló. Egyes nőstények hátsó szárnyának felszínét a belső szöglet mellett kék szegélyfoltocska díszíti, egyébként nem változékony.
A hernyó

## Életmódja, élőhelye
Hűvös és csapadékos területeken honos, ahol elsősorban a mészkövön növő pusztaréteken és sziklagyepeken, hegyi sztyeppréteken, fölhagyott szőlőkben él. A nőstények igen keveset mozognak, többnyire a fűben ülnek, és csak délelőtt szívogatnak nektárt főként lila virágú növényekről, elsősorban ugyancsak a takarmánybaltacimról, de más lila virágú növényektől is, mint például az imola fajairól (Centaurea spp.). A hím imágók a nedves földön is gyakran szívogatnak. A hímek „őrjáratozva" keresik a nőstényeket.
A nőstény megtermékenyített petéit egyesével helyezi a hernyó tápnövénye, a takarmánybaltacim (Onobrychis viciifolia) virágaira és leveleire. Mivel a takarmánybaltacimot Európában csak a 16. században honosították meg, a kutatók feltételezik, hogy korábban más baltacim fajokon (hegyi baltacim: Onobrychis montana, homoki baltacim: Onobrychis areanaria) élhetett. Oroszországban fő tápnövénye ma is a homoki baltacim (O. arenaria), miként a jelenlegi magyarországi állományé is. Jóformán csak a kaszálatlan és szinte teljesen legeltetetlen mezofil gyepeken (Mesobrometum) képes kifejlődni.
A hernyók éjszaka táplálkoznak; eközben hangyák őrzik őket. Leggyakoribb hangyagazdáik a Formica pratensis és a Lasius niger. A hernyók első vagy második alakja telel át.
Évente egyetlen nemzedéke repül, július első hetétől augusztus közepéig.

## Hasonló fajok
A bronzfényű sokpöttyös boglárka (Polyommatus ripartii) hátsó szárnyának fonákját ugyanilyen fehér csík díszíti, de a hím fölül barna, és mindkét ivar első szárnyának fonákja barna.